# Sei nel l'anima
Sei nel l'anima è il ventiduesimo album in studio della cantautrice italiana Gianna Nannini, pubblicato il 22 marzo 2024 da Columbia e Sony Music Italia.

## Descrizione
Sei nel l'anima è stato pubblicato a cinque anni di distanza dal precedente album di inediti dell'artista senese, La differenza. Registrato a Londra e Nashville, e prodotto dalla stessa cantautrice insieme a Andy Wright e Troy Miller, il disco è composto quasi esclusivamente da brani inediti, fatta eccezione per una cover del brano I'd rather go blind di Etta James, tradotto in italiano da Nannini e Pacifico e rinominato Il buio nei miei occhi.
Il titolo dell'album riprende una canzone della stessa Nannini, Sei nell'anima, ed è un gioco di parole inteso dall'artista come un modo per sottolineare "lo spirito soul" dei pezzi inclusi nel disco. A proposito della sua scelta di ispirarsi al genere soul nella stesura dei brani, l'artista ha dichiarato:

## Promozione
L'album è stato annunciato nel febbraio del 2024, ed è stato anticipato dal singolo Silenzio, pubblicato il 5 gennaio dello stesso anno. In concomitanza con la pubblicazione del disco, è stato estratto un secondo singolo promozionale, Io voglio te.
All'uscita del disco sono seguite anche le pubblicazioni, in entrambi i casi il 2 maggio, del film biografico Sei nell'anima, distribuito in esclusiva su Netflix, e di una riedizione dell'autobiografia dell'artista Cazzi miei, pubblicata in origine nel 2016.

## Accoglienza
| Recensione | Giudizio |
| ---------- | -------- |
| Newsic     | 7.25/10  |
| Rockol     | 7/10     |

Paolo Panzeri di Rockol riporta che l'album conferma la «centrale importanza» dell'artista nel panorama musicale italiano, ritenendolo «un compendio della sua intera opera artistica». Il giornalista lo definisce «un disco soul per come intende Gianna la parola soul», ovvero un progetto «che si facesse strada fin dentro l'anima», in cui «non fa difetto la melodia interpretato dalla voce inconfondibile e senza tempo» dell'artista.

## Tracce
1. 1983 – 4:10 (Gianna Nannini, Mauro Paoluzzi, Alex Vella)
2. Silenzio – 2:53 (Gianna Nannini, Luigi De Crescenzo, Matteo Saggese, Phil Palmer)
3. Io voglio te – 4:25 (Gianna Nannini, Mauro Paoluzzi, Alex Vella)
4. Lento lontano – 3:23 (Gianna Nannini, Matteo Saggese, Fabrizio Maurizio, Alex Vella)
5. Filo spinato – 3:11 (Gianna Nannini, Stefano Tognini, Jacopo Èttorre)
6. Tutta la vita – 3:09 (Gianna Nannini, Troy Miller, Alex Vella)
7. Il buio nei miei occhi (I'd rather go blind) – 4:26 (Billy Foster, Ellington Jordan, Gianna Nannini, Luigi De Crescenzo)
8. Bang – 4:05 (Gianna Nannini, Andy Wright, Alex Vella)
9. Maledetta confusione – 3:05 (Gianna Nannini, Andy Wright, Alex Vella)
10. Ciao è meglio di goodbye – 3:45 (Gianna Nannini, Andy Wright, Alex Vella)
11. Stupida emozione – 3:20 (Gianna Nannini, Giuseppe Faiella, Mariagrazia Cristiano, Luigi De Crescenzo)
12. Mi mancava una canzone che parlasse di te – 4:30 (Gianna Nannini, Raül Refree, Luigi De Crescenzo)

## Classifiche
| Classifica (2024) | Posizione massima |
| ----------------- | ----------------- |
| Austria           | 60                |
| Germania          | 84                |
| Italia            | 6                 |
| Svizzera          | 7                 |